# Pierre Tirard
Pour les articles homonymes, voir Tirard.
Pierre Emmanuel Tirard né le 27 septembre 1827 à Genève et mort le 4 novembre 1893 à Paris, est un homme politique français.

## Biographie
En 1870, il est élu maire du IIe arrondissement de Paris.
Il s'efforce, sans succès, de jouer les conciliateurs entre les insurgés de la Commune de Paris et le gouvernement réfugié à Versailles. Le 26 mars 1871, il est élu aux élections municipales parisiennes, mais démissionne trois jours plus tard.
Il est député de la Seine de 1871 à 1883, date à laquelle il est élu sénateur inamovible par la Chambre des députés. Lors de la crise gouvernementale de mai 1877, il est l'un des signataires du manifeste des 363.
Il est à l'initiative de la comparution en Haute Cour des chefs boulangistes.
Il meurt à son domicile, 8 rue Bonaparte dans le 6e arrondissement de Paris le 4 novembre 1893.
Il est inhumé au cimetière du Père-Lachaise (51e division). Sa tombe est ornée de la statue Le Devoir, œuvre de René de Saint-Marceaux qui, conjointement avec plusieurs autres monuments funéraires de cette division, est protégée au titre des Monuments historiques.

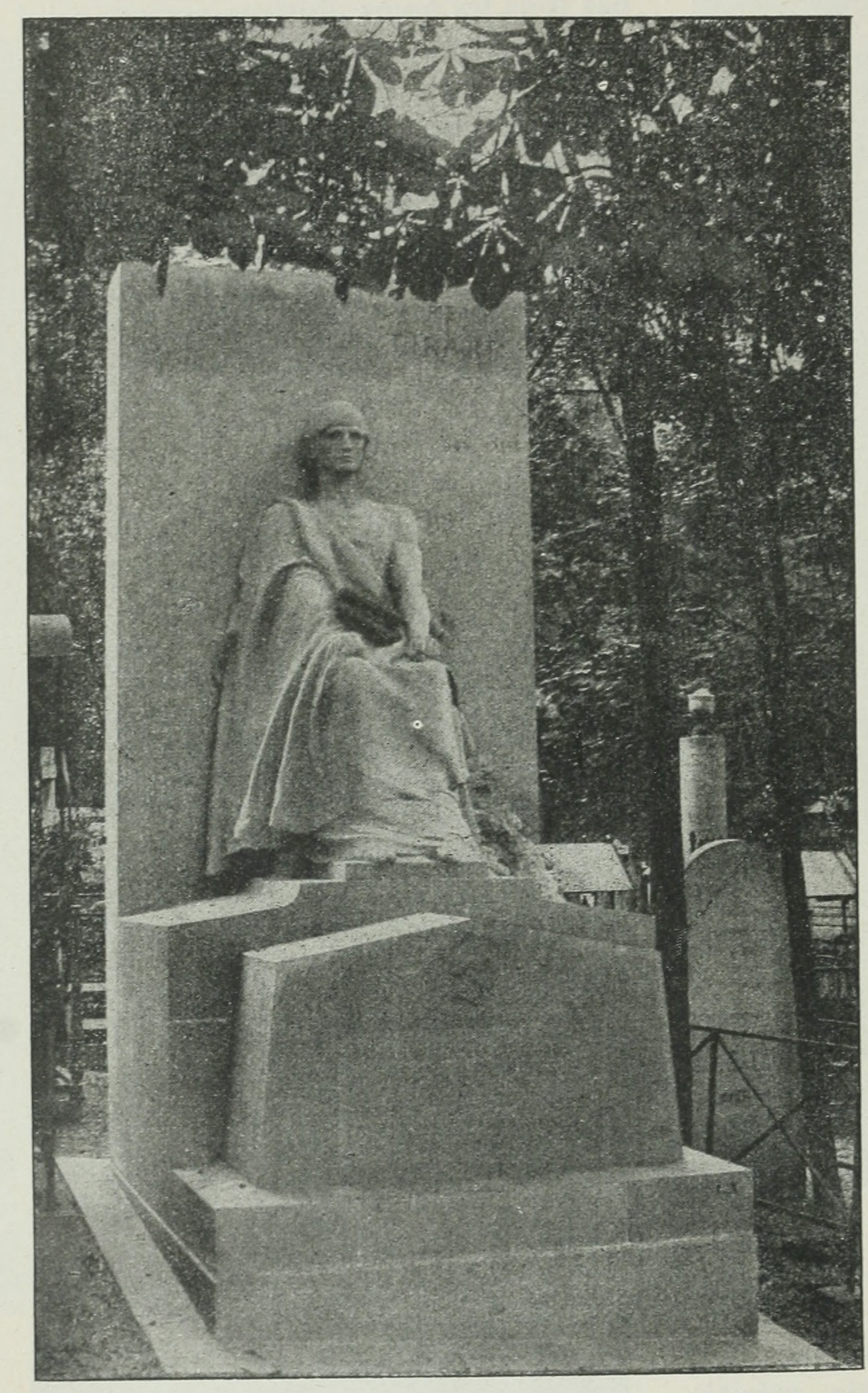
Sa tombe, avec la statue Le Devoir de René de Saint-Marceaux.

## Fonctions gouvernementales
| Début             | Fin               | Fonction | Gouvernement                          |
| ----------------- | ----------------- | --- | ------------------------------------- |
| 5 mars 1879       | 21 décembre 1879  | ministre de l'Agriculture et du Commerce | gouvernement William Henry Waddington |
| 28 décembre 1879  | 19 septembre 1880 | ministre de l'Agriculture et du Commerce | gouvernement Charles de Freycinet (1) |
| 23 septembre 1880 | 10 novembre 1881  | ministre de l'Agriculture et du Commerce | gouvernement Jules Ferry (1)          |
| 30 janvier 1882   | 29 juillet 1882   | ministre du Commerce | gouvernement Charles de Freycinet (2) |
| 7 août 1882       | 28 janvier 1883   | ministre des Finances | gouvernement Charles Duclerc          |
| 29 janvier 1883   | 17 février 1883   | ministre des Finances | gouvernement Armand Fallières         |
| 21 février 1883   | 30 mars 1885      | ministre des Finances | gouvernement Jules Ferry (2)          |
| 11 décembre 1887  | 30 mars 1888      | président du Conseil des ministres ministre des Finances                                                                                           | gouvernement Pierre Tirard (1)        |
| 22 février 1889   | 13 mars 1890      | président du Conseil des ministres ministre du Commerce et de l'Industrie puis (14 mars 1889) ministre du Commerce, de l'Industrie et des Colonies | gouvernement Pierre Tirard (2)        |
| 13 décembre 1892  | 10 janvier 1893   | ministre des Finances | gouvernement Alexandre Ribot (1)      |
| 11 janvier 1893   | 30 mars 1893      | ministre des Finances | gouvernement Alexandre Ribot (2)      |

### Notices biographiques
- « Pierre Tirard », dans Adolphe Robert et Gaston Cougny, Dictionnaire des parlementaires français, Edgar Bourloton, 1889-1891 [détail de l’édition]
- Rosemonde Sanson, « Tirard Pierre Emmanuel 1827-1893 », dans Jean-Marie Mayeur et Alain Corbin (dir.), Les immortels du Sénat, 1875-1918 : les cent seize inamovibles de la Troisième République, Paris, Publications de la Sorbonne, coll. « Histoire de la France aux XIXe et XXe siècles » (no 37), 1995, 512 p. (ISBN 2-85944-273-1, lire en ligne), p. 479-482.
- « Notice Tirard Pierre, Emmanuel », sur maitron.fr, Le Maitron, dictionnaire bibliographique du mouvement ouvrier et du mouvement social, Association Les Amis du Maitron (consulté le 17 août 2021)